# Route 101 (Québec)
Pour les articles homonymes, voir R101 (homonymie) et Route 101.
La route 101 (R-101) est une route nationale québécoise située dans le nord-ouest québécois et qui suit une orientation nord / sud. Elle dessert la région administrative de l'Abitibi-Témiscamingue.

## Tracé
La route 101 commence à la frontière ontarienne à Témiscaming, comme prolongement de la route 63. Elle longe la rivière des Outaouais, marquant la frontière Québec-Ontario, jusqu'à Notre-Dame-du-Nord, où elle atteint le Lac Témiscamingue. Elle continue son trajet vers le nord et rejoint la route 117 quelques kilomètres à l'ouest du centre-ville de Rouyn-Noranda. Après un chevauchement avec la route 117 vers l'est, elle reprend la direction nord jusqu'à Macamic, où elle prend fin, à une vingtaine de kilomètres à l'est de La Sarre. Elle permet de relier l'Abitibi à North Bay en Ontario.

## Frontière interprovinciale

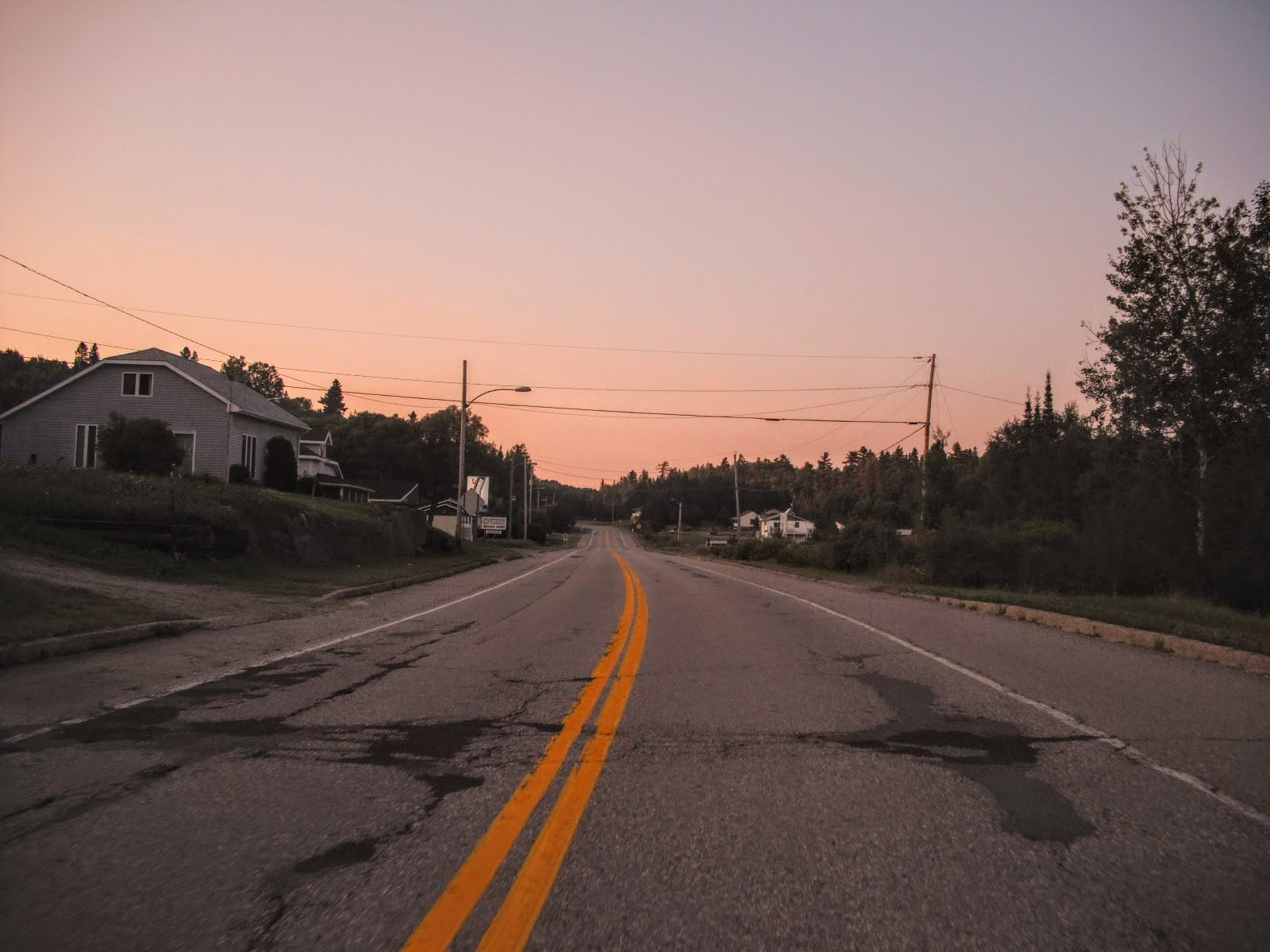
Route 101 à Laniel

La route 101 connecte le Québec à l'Ontario par la route 63, via la communauté de Thorne, dans le district de Nipissing. La grande ville ontarienne la plus proche, North Bay, est située à 62 kilomètres de la frontière québécoise.
Il est également possible de relier l'Ontario par la municipalité de Notre-Dame-du-Nord. Dans cette municipalité, en empruntant la « Rue Ontario », la frontière ontarienne n'est qu'à deux kilomètres de la route 101. La rue devient alors la route 65, qui permet d'entrer en Ontario par le district de Timiskaming. La ville la plus proche est Temiskaming Shores, à 25 km de la frontière québécoise.

## Localités traversées (du sud au nord)
Liste des municipalités dont le territoire est traversé par la route 101, regroupées par municipalité régionale de comté.

### Abitibi-Témiscamingue
Témiscamingue
- Témiscaming
- Saint-Édouard-de-Fabre
- Ville-Marie
- Duhamel-Ouest
- Saint-Bruno-de-Guigues
- Notre-Dame-du-Nord
- Nédélec
- Rémigny

Hors MRC
- Rouyn-Noranda

Abitibi-Ouest
- Sainte-Germaine-Boulé
- Taschereau
- Poularies
- Macamic

## Intersections majeures
| MRC                                           | Municipalité           | km     | Destinations                               | Notes                                                                                 |
| --------------------------------------------- | ---------------------- | ------ | ------------------------------------------ | ------------------------------------------------------------------------------------- |
| Témiscamingue                                 | Témiscaming            | 0,00   | Route 63 sud – North Bay                   | Continue en Ontario                                                                   |
| Témiscamingue                                 | Témiscaming            | 0,00   | Traverse la Rivière des Outaouais          |                                                                                       |
| Témiscamingue                                 | Saint-Édouard-de-Fabre | 76,20  | R-391 nord – Béarn, Lorrainville           |                                                                                       |
| Témiscamingue                                 | Ville-Marie            | 90,20  | R-382 est – Lorrainville                   |                                                                                       |
| Témiscamingue                                 | Notre-Dame-du-Nord     |        | Traverse la Rivière des Outaouais          | Traverse la Rivière des Outaouais                                                     |
| Témiscamingue                                 | Notre-Dame-du-Nord     | 123,20 | Rue Ontario ouest – Temiskaming Shores     | Vers Route 65                                                                         |
| Témiscamingue                                 | Rémigny                | 162,50 | R-391 sud – Rémigny, Laverlochère-Angliers | Terminus sud du multiplex avec la R-391                                               |
| Rouyn-Noranda                                 | Rouyn-Noranda          | 192,90 | R-391 nord – Cloutier, Beaudry             | Terminus nord du multiplex avec la R-391; Beaudry indiqué en direction nord seulement |
| Rouyn-Noranda                                 | Rouyn-Noranda          | 204,50 | R-117 nord – Kirkland Lake                 | Terminus sud du multiplex avec la R-117                                               |
| Rouyn-Noranda                                 | Rouyn-Noranda          | 223,50 | R-117 sud – Val-d'Or                       | Terminus nord du multiplex avec la R-117                                              |
| Rouyn-Noranda                                 | Rouyn-Noranda          | 257,60 | R-393 nord – Duparquet, La Sarre           |                                                                                       |
| Abitibi-Ouest                                 | Poularies              | 278,30 | R-390 – Palmarolle, Taschereau             |                                                                                       |
| Abitibi-Ouest                                 | Macamic                | 289,30 | R-111 – La Sarre, Authier, Amos            |                                                                                       |
| - Terminus de multiplex - Transition de route |                        |        |                                            |                                                                                       |